# Listvianka (Irkutsk)
|  | Per a altres significats, vegeu «Listvianka». |

Listvianka (en rus Листвянка) és un poble (un possiólok) de l'óblast d'Irkutsk, a Rússia. Es troba a 70 km d'Irkutsk, al punt del llac Baikal on neix el riu Angarà.